# 野尻駅 (富山県)
野尻駅（のじりえき）は、かつて富山県東礪波郡福野町（現南砺市）にあった加越能鉄道加越線の駅（廃駅）。1969年（昭和44年）に新設された駅で、加越線の中では最も新しい駅だった。

## 歴史
- 1969年（昭和44年）4月1日：開業。
- 1972年（昭和47年）9月16日：加越線の廃止により廃駅。

## 隣の駅
加越能鉄道
加越線
本江駅 - 野尻駅 - 柴田屋駅